# Žan Kranjec
Žan Kranjec (Ljubljana, 15 november 1992) is een Sloveense alpineskiër. Hij vertegenwoordigde zijn vaderland op de Olympische Winterspelen 2014 in Sotsji en op de Olympische Winterspelen 2018 in Pyeongchang.

## Carrière
Kranjec maakte zijn wereldbekerdebuut in maart 2011 in Kranjska Gora. Op de wereldkampioenschappen alpineskiën 2013 in Schladming eindigde de Sloveen als 22e op de reuzenslalom, samen met Ana Bucik, Ana Drev, Ilka Štuhec, Miha Kürner en Mišel Žerak eindigde hij als vijfde in de landenwedstrijd. In december 2013 scoorde hij in Alta Badia zijn eerste wereldbekerpunten. Tijdens de Olympische Winterspelen van 2014 in Sotsji eindigde Kranjec als 23e op de reuzenslalom, op de slalom bereikte hij de finish niet.
In Beaver Creek nam de Sloveen deel aan de wereldkampioenschappen alpineskiën 2015. Op dit toernooi eindigde hij als 32e op de slalom, op de reuzenslalom wist hij niet te finishen. In de landenwedstrijd eindigde hij samen met Ana Bucik, Ana Drev, Katarina Lavtar, Klemen Kosi en Matic Skube op de negende plaats. In oktober 2016 behaalde hij in Sölden zijn eerste toptienklassering in een wereldbekerwedstrijd. Op de wereldkampioenschappen alpineskiën 2017 in Sankt Moritz bereikt Kranjec op zowel de slalom als de reuzenslalom de finish niet, samen met Saša Brezovnik, Ana Bucik en Štefan Hadalin eindigde hij als negende in de landenwedstrijd. In december 2017 stond de Sloveen in Alta Badia voor de eerste maal in zijn carrière op het podium van een wereldbekerwedstrijd. Tijdens de Olympische Winterspelen van 2018 in Pyeongchang eindigde hij als vierde op de reuzenslalom, op de slalom wist hij niet te finishen. In de landenwedstrijd eindigde hij samen met Ana Bucik, Maruša Ferk, Meta Hrovat en Štefan Hadalin op de negende plaats.
Op 19 december 2018 boekte Kranjec in Saalbach-Hinterglemm zijn eerste wereldbekerzege. In Åre nam de Sloveen deel aan de wereldkampioenschappen alpineskiën 2019. Op dit toernooi eindigde hij als vijfde op de reuzenslalom en als zeventiende op de slalom.

## Resultaten

### Olympische Winterspelen
| Jaar | Plaats      | Resultaten                                      |
| ---- | ----------- | ----------------------------------------------- |
| 2014 | Sotsji      | 23e Reuzenslalom DNF1 Slalom                    |
| 2018 | Pyeongchang | 4e Reuzenslalom 9e Landenwedstrijd DNF1 Slalom  |
| 2022 | Peking      | Reuzenslalom · 7e Landenwedstrijd · DNF1 Slalom |

### Wereldkampioenschappen
| Jaar | Plaats             | Resultaten                                            |
| ---- | ------------------ | ----------------------------------------------------- |
| 2013 | Schladming         | 22e Reuzenslalom 5e Landenwedstrijd                   |
| 2015 | Beaver Creek       | DNF1 Reuzenslalom 32e Slalom 9e Landenwedstrijd       |
| 2017 | Sankt Moritz       | DNF2 Slalom DNF1 Reuzenslalom 9e Landenwedstrijd      |
| 2019 | Åre                | 5e Reuzenslalom 17e Slalom                            |
| 2021 | Cortina d'Ampezzo  | 6e Reuzenslalom 10e Parallel reuzenslalom DNF1 Slalom |
| 2023 | Courchevel-Méribel | 6e Reuzenslalom 6e Parallel reuzenslalom DNF1 Slalom  |
| 2025 | Saalbach           | 11e Reuzenslalom DNF1 Slalom                          |

### Wereldbeker
Eindklasseringen
| Seizoen   | Algm | SL  | RS    | PAR |
| --------- | ---- | --- | ----- | --- |
| 2013/2014 | 129e | -   | 46e   |     |
| 2014/2015 | 121e | -   | 37e   |     |
| 2015/2016 | 79e  | -   | 26e   |     |
| 2016/2017 | 49e  | 61e | 14e   |     |
| 2017/2018 | 33e  | -   | 6e    |     |
| 2018/2019 | 22e  | 34e | 4e    |     |
| 2019/2020 | 16e  | 48e | 4e    | 10e |
| 2020/2021 | 32e  | -   | 7e    | 25e |
| 2021/2022 | 37e  | 48e | 11e   | 10e |
| 2022/2023 | 11e  | -   | Brons |     |
| 2023/2024 | 19e  | -   | 5e    |     |
| 2024/2025 | 31e  | -   | 8e    |     |

Wereldbekerzeges
| Datum            | Plaats               | Onderdeel    |
| ---------------- | -------------------- | ------------ |
| 19 december 2018 | Saalbach-Hinterglemm | Reuzenslalom |
| 11 januari 2020  | Adelboden            | Reuzenslalom |